# Archidiocèse de Brasília
L'archidiocèse de Brasília (en latin : Archidioecesis Brasiliapolitanus, en portugais : Arquidiocese de Brasília) est une circonscription ecclésiastique de l'Église catholique au Brésil.
Son siège se situe dans la ville de Brasília, capitale du pays, dans le district fédéral.

## Archevêques de Brasília
- Jose Newton de Almeida Baptista (1960–1984), archevêque à titre personnel jusqu'à ce que le diocèse soit élevé au rang d'archidiocèse en 1966
- José Freire Falcão (1984–2004) (cardinal en 1988)
- João Braz de Aviz (2004–2011), nommé préfet de la Congrégation pour les instituts de vie consacrée et les sociétés de vie apostolique (cardinal en 2012)
- Sérgio da Rocha (2011–2020) (cardinal in 2016), nommé archevêque de São Salvador da Bahia
- Paulo Cezar Costa (2020–)